# Александар Живановић Сања
Александар Живановић Сања (Београд, 20. август 1890 — караула Лисица, 18. октобар 1912) био је српски студент технике и четник добровољац у чети Љубомира Вуловића у Првом балканском рату 1912. године.

## Биографија
Родио се 1890. године у Београду, основну школу и реалку је завршио у месту рођења и стигао до друге године студија технике. Био је син српског научника, политичара Живана Живановића и сестрић Драгутина Димитријевића Аписа,
Одушевљен националним заносом пријавио се у добровољце још у септембру 1912. и уписао се у комитску чету Љубомира Вуловића. Комите или четници су иначе имале задатак да се пре почетка ратних операција пребаце у Турску и диверзантским акцијама омогуће брз продор српске војске. И пре објаве рата дошло је до сукоба турске војске и четника који су покушали да се пребаце преко граница код караула Мердаре и Лисица. У борби код Лисице погинуо је 18. октобра 1912. пре појаве рата млади четник Сања.
По њему се зове улица Сање Живановића на Сењаку у Београду.